# Aulacizes conspurcata
Aulacizes conspurcata är en insektsart som beskrevs av Melichar 1926. Aulacizes conspurcata ingår i släktet Aulacizes och familjen dvärgstritar. Inga underarter finns listade i Catalogue of Life.